# Plicní mor

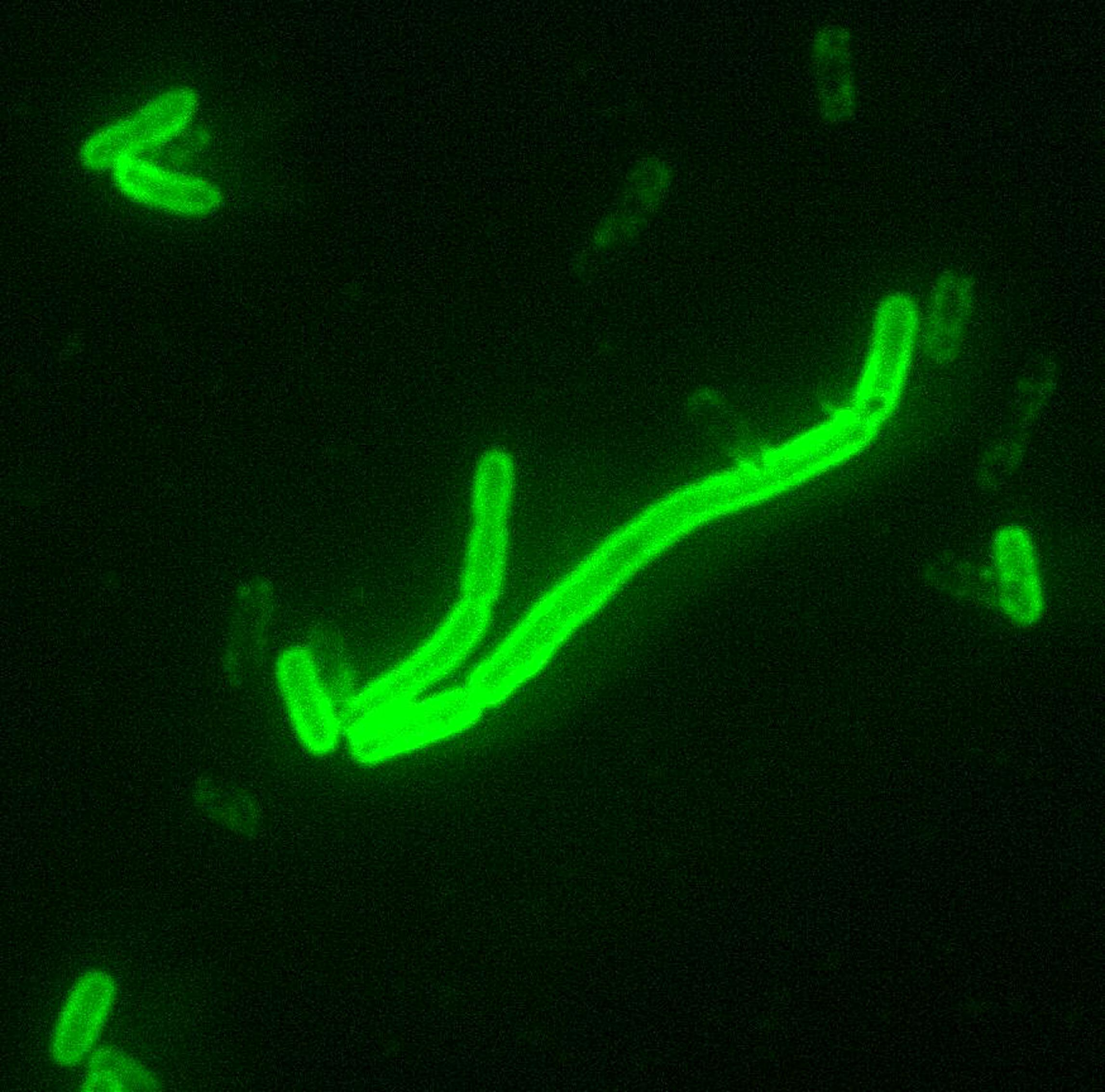
Yersinia pestis, bakterie, která způsobuje plicní mor

Plicní mor nebo pneumonický mor je jedna z forem moru, smrtelné nemoci způsobené bakterií Yersinia pestis.
Tato forma moru se přenáší kapénkovou infekcí přímo z člověka na člověka a je mnohem nebezpečnější než ostatní dvě, septická i dýmějová. Plicní forma probíhá jako těžký zápal plic s velmi vysokou smrtností. Působí velice rychle a neléčena má velice vysokou smrtnost (až přes 90 %, podle některých zdrojů 100 %).

## Infekce

### Přenos
1. Nejprve se morová nákaza šíří zprostředkovaně přenašeči, proto se i plicní forma vyskytuje až druhotně jako pozdní projev nemoci po lymfatickém zánětu, spolu se septickou formou.
2. Plicní mor se může šířit přímo z člověka na člověka aerosolem: Primární plicní nákaza se šíří kapénkově, plíce pak jsou prvním místem infekce. Plicní formy se tedy vyskytují až jako projev síly epidemie.

### Projevy
- Horečka
- Pocity chladu
- Dušnost
- Kašel
- Bolest hrudníku
- Obtížné dýchání
- Hemoptýza
- Letargie
- Hypotenze
- Šok oběhového systému
- Symptomy bubonického moru, nemusí se však vyskytovat vždy[3]

Stejně jako v ostatních typů moru i zde po odeznění inkubační doby dochází k náhlému nastoupení kašle, vysokých teplot a úbytku sil. Od této chvíle infekce nabývá na vážnosti a kvůli vysoké rychlosti replikace způsobuje léčený mor úmrtí zhruba v 50 % případů, neléčený téměř vždy.